# Xanthophyllum borneense
Xanthophyllum borneense là một loài thực vật có hoa trong họ Polygalaceae. Loài này được Miq. miêu tả khoa học đầu tiên năm 1864.